# Landschaftsschutzgebiet Zangenbachtal

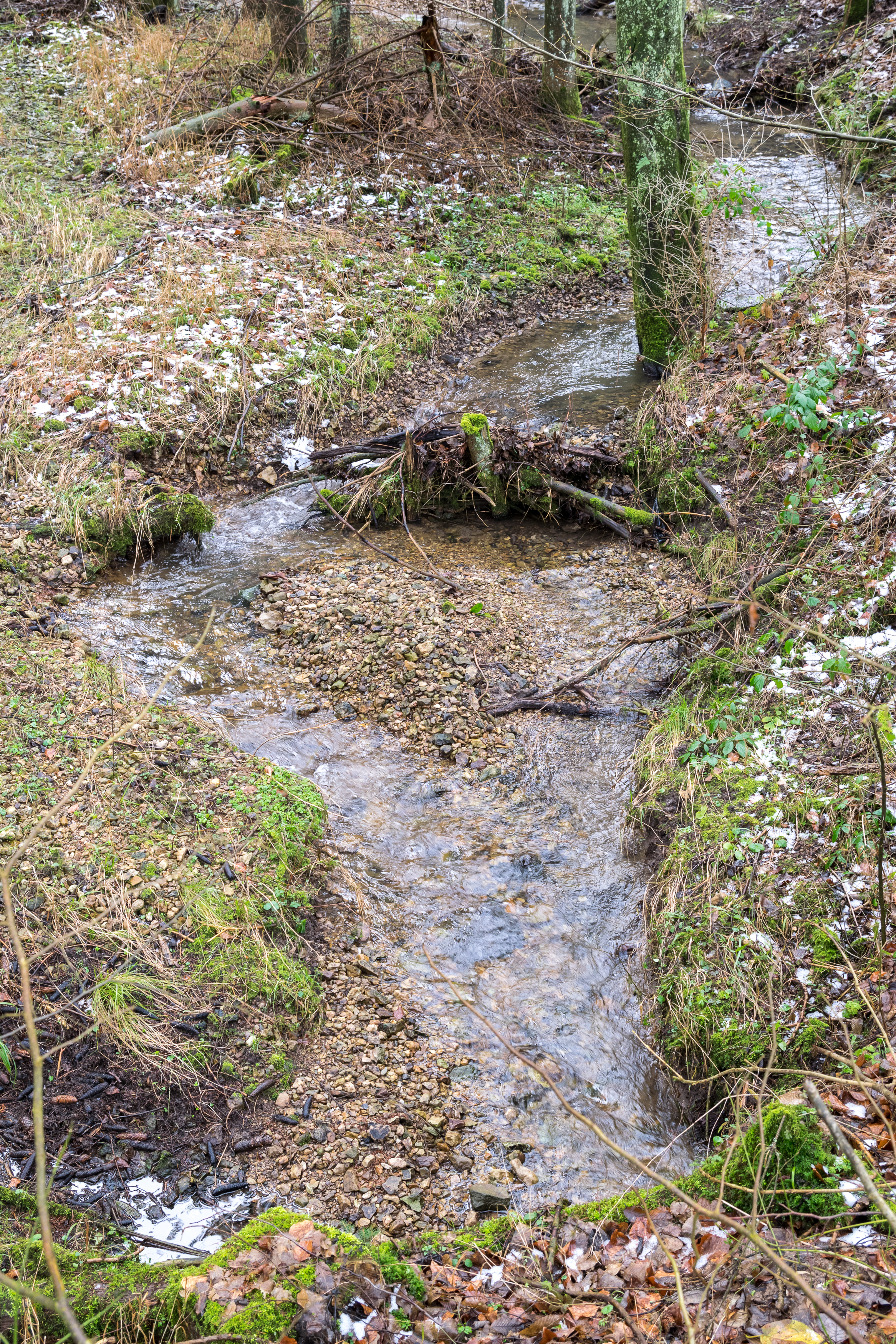
Zangenbach im Landschaftsschutzgebiet Zangenbachtal

Das Landschaftsschutzgebiet Zangenbachtal mit etwa 58 ha Flächengröße liegt im Stadtgebiet von Horn-Bad Meinberg. Es wurde 2005 mit dem Landschaftsplan  Nr. 10 Horn-Bad Meinberg/Schlangen durch den Kreistag des Kreises Lippe als Landschaftsschutzgebiet (LSG) ausgewiesen.

## Beschreibung
Das Landschaftsschutzgebiet liegt südwestlich der Bebauung von Horn. Das LSG umfasst das Tal des Zangenbaches (Zufluss der Wiembecke) mit quelligen Seitentälchen. Im Landschaftsschutzgebiet standen bis zum Fichtensterben (ab 2020) überwiegend Fichten. 
Zum Wert des Schutzgebietes führt der Landschaftsplan aus: „Bei dem Zangenbach handelt es sich um einen schwach mäandrierenden, unverbauten und sauberen Bachlauf. Entlang des Bachlaufes und auf sickerquelligen Standorten sind örtlich naturnahe Feuchtwald-Fragmente vom Typ des Bach-Erlen-Eschenwaldes ausgebildet.“

## Schutzzwecke für das LSG
Laut Landschaftsplan erfolgte die Ausweisung des LSG
- „zur Erhaltung der Leistungsfähigkeit des Naturhaushaltes,“
- „zur Erhaltung und Wiederherstellung eines Waldbereiches mit unterschiedlichen Feuchtestufen,“
- „zur Erhaltung eines Waldkomplexes in der Zerfallphase, wegen der Eigenart und Schönheit des alten Hudewaldes,“
- „zur Sicherung der das Landschaftsbild prägenden Alt- und Totholzbestände.“[1]

## Rechtliche Vorschriften
Im Landschaftsschutzgebiet ist unter anderem das Errichten bzw. Anlegen von Bauten und Fischteichen verboten. Grün- und Brachland darf nicht in eine andere Nutzungsart umgewandelt oder umgebrochen werden. Es ist im LSG verboten, Hunde frei laufen zu lassen, ausgenommen ist die ordnungsgemäße Jagd und Hof- und Gartenbereiche. Obstbäume auf Obstwiesen und Einzelbäume dürfen nur gefällt werden, wenn dies einvernehmlich mit der Unteren Landschaftsbehörde abgestimmt wurde und entsprechende Ersatzbäume gepflanzt werden.